# Baesweiler
Baesweiler (en allemand : /ˈbaːsˌvaɪlɐ/ ? Écouter [Fiche]) est une municipalité de la Région urbaine d'Aix-la-Chapelle, dans le land de Rhénanie-du-Nord-Westphalie. La ville se situe environ à 20 km au nord-est d'Aix-la-Chapelle.

## Histoire

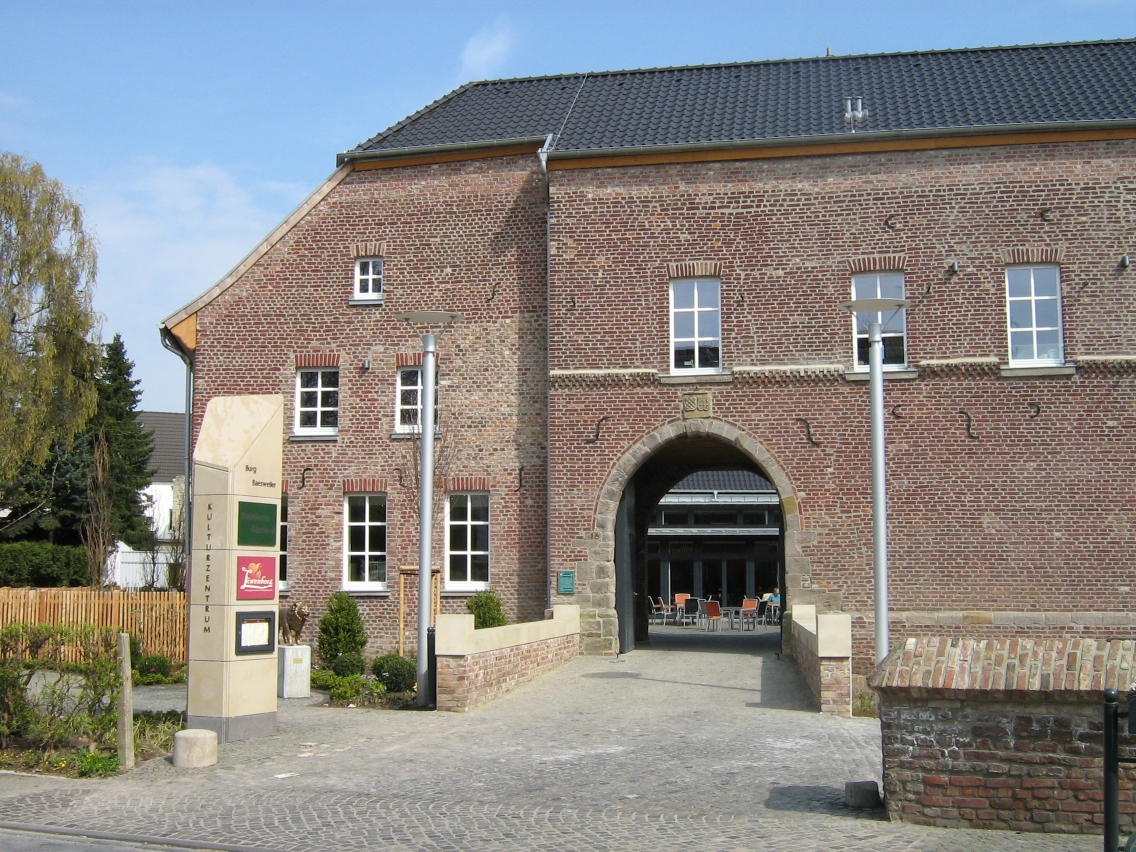
La façade du château

Baesweiler a été le lieu d'une bataille en 1371 pendant laquelle Venceslas Ier de Luxembourg subit un cuisant revers.

## Divisions de la municipalité
La municipalité est composée de 7 divisions depuis la réforme de 1972. (population en 2007)
- Baesweiler (13 864 habitants)
- Beggendorf (1 667 habitants)
- Floverich (408 habitants)
- Loverich (1 255 habitants)
- Oidtweiler (2 731 habitants)
- Puffendorf (441 habitants)
- Setterich (7 794 habitants)

## Personnalités liées à la ville
- Matthias Goebbels (1836-1911), religieux catholique allemand et peintre, auteur de décors muraux dans des églises, né et inhumé à Baesweiler.
- Arno Mentzel-Reuters (1959-), archiviste né à Setterich.

## Villes jumelées
- Easington (Royaume-Uni)
- Montesson (France)